# Vale de Santarém
Vale de Santarém ist eine Gemeinde (Freguesia) im portugiesischen Kreis Santarém. In ihr leben 2755 Einwohner (Stand 19. April 2021).
Vale da Santarém liegt an der Linha do Norte.